# 陈中
陈中（1982年11月22日—），出生地河南焦作，中國女子跆拳道運動員。

## 生平
陈中並不如其他中國運動員一般，一開始就接觸一項體育運動。原來陳中先是入讀焦作市篮球业余体校學習籃球，之後才进入北京体育大学竞技体校學習跆拳道，當時她和賀璐敏的教練是陈立人。兩年後入选国家队，2000年进入北京体育大学运动系。
在陳中入選國家隊的首年，奪得了1997年東亞運動會67公斤級銅牌、全國錦標賽獲冠軍、全國冠軍賽冠軍。一年後的亞洲錦標賽亞軍、全國錦標賽冠軍、全國冠軍賽暨第13屆亞運會選拔賽女子67公斤級冠軍、亞運會銅牌已證明陳中的實力。
1999年的世界軍人運動會女子67公斤以上級金牌、世界錦標賽季軍。一年後亞錦賽冠軍以及悉尼奧運的女子＋67公斤級冠軍。2001年獲得了九運會女子67公斤以上級金牌、世界盃女子72公斤級冠軍、世錦賽亞軍。
2002年，亞錦賽女子72公斤級冠軍以及釜山亞運會銀牌。2003年全國跆拳道錦標賽女子＋72公斤級冠軍及世界錦標賽72公斤級季軍。
2004年，陳中不但奪得了全国锦标赛＋72公斤级冠军，更為中國於雅典奧運奪得第32面金牌，成績使人臣服。次年，陈中亦於十運會奪得女子67公斤以上級冠軍。
在2006年，她贏得多哈亞運跆拳道比賽的女子+72公斤級冠軍(同年吳靜鈺、罗微亦於多哈亞運的跆拳道比賽分別奪得女子47公斤級和女子72公斤級的亞運金牌)。
在2008年夏季奧林匹克運動會的開幕禮上，陈中被選為八位參與火炬接力的其中一位火炬手之一。
2008年8月23日，陈中在北京奧運的女子跆拳道67公斤以上級的半準決賽中，本來她以一比零擊敗英國的萨拉·史蒂文森而晉級準決賽，但是萨拉·史蒂文森不服賽果而要求上訴，其後萨拉·史蒂文森上訴得直，並將賽果改寫成一比二，而陈中亦因此由贏變輸。
2008年10月，陈中和相戀多年的車新港結婚。

## 綜藝節目
2016：陽光藝體能- 跆拳道 教練

## 外部參考
- 陳中在華奧星空的專題網站